# Jean Sultzmann
Jean Sultzmann, né le 14 mai 1740, mort le 1er février 1804, est un général de brigade de la Révolution française.

## États de service
En 1792, il est capitaine commandant au 3e régiment de Hussards, et il est nommé chef de brigade le 16 décembre 1793, commandant le 3e régiment de Hussards.
Il est promu général de brigade provisoire le 14 mars 1794, à l’armée de la Moselle, et il participe à la bataille de Fleurus le 26 juin 1794, dans la division du général Lefebvre.
Passé à l’armée de Sambre-et-Meuse, il quitte le service le 13 juillet 1794.
Il meurt le 1er février 1804.

## Sources
- (en) « Generals Who Served in the French Army during the Period 1789 - 1814: Eberle to Exelmans »
- Léon Hennet, Etat militaire de France pour l’année 1793, Siège de la société, Paris, 1903, p. 250.
- (pl) « Napoléon.org.pl »